# Szyszków (województwo opolskie)
Szyszków – wieś w Polsce położona w województwie opolskim, w powiecie oleskim, w gminie Praszka.

## Historia
Jako "Szyszków" wieś leżącą nad rzeką Prosną 21. wiorst od Wielunia w powiecie wieluńskim, w gminie i parafii Praszka wymienia ją XIX wieczny Słownik geograficzny Królestwa Polskiego. Odnotował on, że wraz z osiedlem Pielawy i Karmansko wieś Szyszków miała w 1892 roku 27 domów oraz 316 mieszkańców. 
W okresie międzywojennym stacjonowała w miejscowości placówka Straży Celnej „Szyszkowo”.
W latach 1975–1998 miejscowość położona była w województwie częstochowskim.